# Киммерийская плита

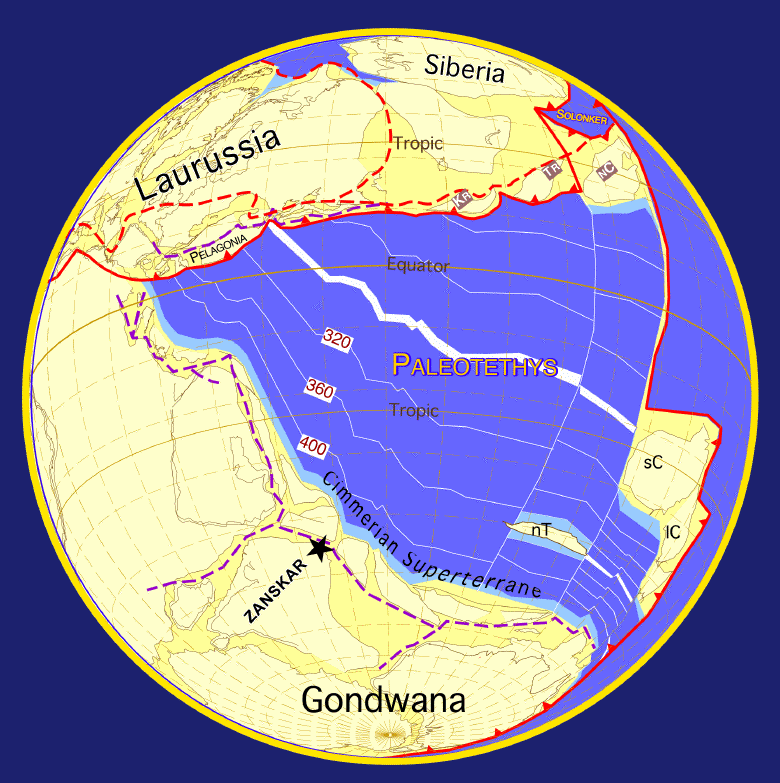
Киммерийская плита в составе Гондваны (палеозой)

Киммерийская плита — древняя тектоническая плита, которая включала в себя части современных стран и регионов Турция, Иран, Афганистан, Тибет, Индокитай и Малайзия. 
Киммерийская плита была когда-то частью древнего суперконтинента Пангея. Пангея была похожа на большую букву «C», повёрнутую на восток, и внутренней частью «C» был океан Палеотетис. Два микроконтинента, которые являются частью современного Китая, были расположены в восточной части Палео-Тетис. Около 300 миллионов лет назад разлом начал откалывать современные Австралию, Антарктиду, Индию, и Африку-Аравию. Новый микроконтинент называется Киммерийский континент. Позади этого нового микроконтинента разлом сформировал новый океан Тетис (Мезотетис или Неотетис). Поскольку океан Тетис расширялся, это толкало Киммерию в северном направлении к Лавразии — северо-восточной части Пангеи.

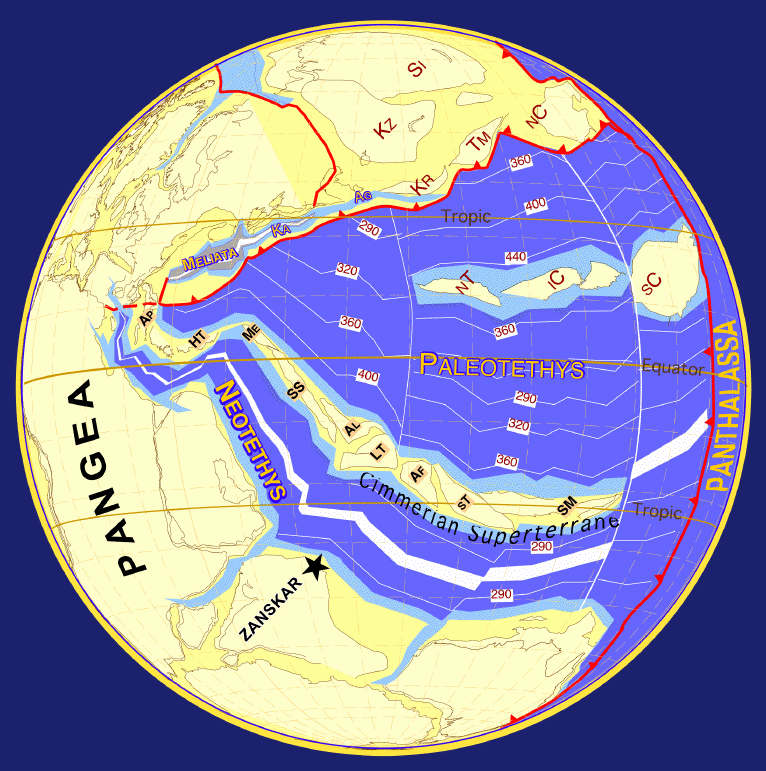
Киммерийская плита откалывается от Гондваны (около 249 млн лет назад)

Поскольку Киммерия переместилась на север, она наконец столкнулась с Лавразией, сначала в её западном крае (около 220 млн лет назад), и Палеотетис начал исчезать в целом, закрываясь от запада до востока. Столкновение континентов подняло горы вдоль зоны субдукции, называющейся Киммерийский орогенез. На своём восточном крае, Киммерия столкнулась с Китайскими микроконтинентами (около 200 млн лет назад), и Киммерийское горообразования расширилось на весь север плиты. Палеотетис исчез около 150 млн лет назад. После того, как Киммерия столкнулась с Лавразией около 200 млн лет назад, к югу от неё сформировалась зона субдукции с островными дугами.

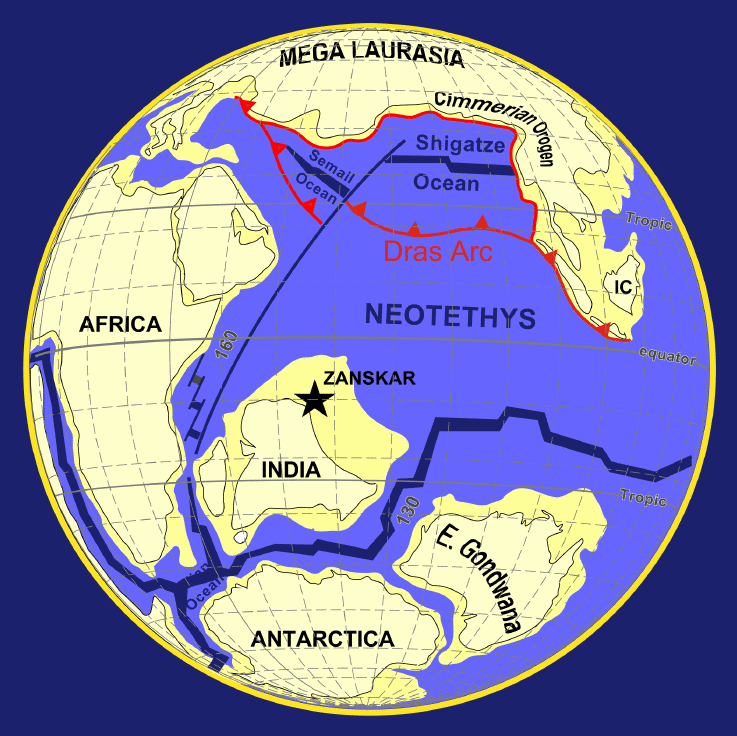
Ситуация около 100 млн лет назад, после столкновения киммерийской плиты с Лавразией

Тетис продолжался на запад, образовав центральную часть Атлантического океана, разделив Пангею надвое  и отделив северный суперконтинент Лавразия от южного суперконтинета Гондвана. Около 150 млн лет назад Гондвана также начала раскалываться на отдельные континенты, Индия и Африка-Аравия начали дрейфовать на север по направлению к Лавразии, с которой Киммерия образовала юг побережья. Африка-Аравия и Индия наконец столкнулись с Азией около 30 млн лет назад, соединяя Киммерию с её бывшими соседями по Гондване и создавая Альпы, Кавказ, Загрос, Гиндукуш, и Гималаи (что называется Альпийская складчатость).